# Gabriel Bellot
 (signalé en août 2025).
Si vous disposez d'ouvrages ou d'articles de référence ou si vous connaissez des sites web de qualité traitant du thème abordé ici, merci de compléter l'article en donnant les références utiles à sa vérifiabilité et en les liant à la section « Notes et références ».
- Archive Wikiwix
- Bing
- Cairn
- DuckDuckGo
- E. Universalis
- Gallica
- Google
- G. Books
- G. News
- G. Scholar
- Persée
- Qwant
- (zh) Baidu
- (ru) Yandex
- (wd) trouver des œuvres sur Wikidata

Pas d'image ? Cliquez ici

a Compétitions nationales et continentales officielles uniquement.

Gaby Bellot dit Gabriel Bellot, né le 22 mars 1938 à Béziers (Hérault) et mort le 18 septembre 2024 au Albi (Tarn), est un joueur de rugby à XIII français  évoluant aux poste de demi d'ouverture, de demi de mêlée, de centre ou de troisième ligne dans les années 1950 à 1970.
Formé au R.C. Albigeois en rugby à XIII, Gabriel Bellot débute avec l'équipe première à la fin des années 1950 dans le Championnat de France. Il remporte avec ce club deux titres de Championnat en 1958 face à l'A.S. Carcassonne et en 1962 face à l'U.S. Villeneuve, et connaît une finale perdue face au R.C. Roanne de Jean Barthe et Claude Mantoulan en 1960. Employé à différents postes dans les lignes arrières, il s’illustre au sein du club albigeois aux côtés d'André Rives, Guy Husson, Marcel Bonnet, Jean Villeneuve, Bernard Fabre et Roger Garrigue.

## Palmarès
- Collectif :
  - Vainqueur du Championnat de France : 1958 et 1962 (Albi).
  - Finaliste du Championnat de France : 1960 (Albi).

### Statistiques
| Saison    | Saison       | Championnat           | Championnat | Coupe           | Coupe      |
| Saison    | Saison       | Comp.                 | Class.      | Comp.           | Class.     |
| --------- | ------------ | --------------------- | ----------- | --------------- | ---------- |
| 1957-1958 | RC Albigeois | Championnat de France | Champion    | Coupe de France | 1/2 finale |
| 1958-1959 | RC Albigeois | Championnat de France | 1/2 finale  | Coupe de France | 1/8 finale |
| 1959-1960 | RC Albigeois | Championnat de France | Finaliste   | Coupe de France | 1/4 finale |
| 1960-1961 | RC Albigeois | Championnat de France | 1/4 finale  | Coupe de France | 1/8 finale |
| 1961-1962 | RC Albigeois | Championnat de France | Champion    | Coupe de France | 1/4 finale |
| 1962-1963 | RC Albigeois | Championnat de France | Barrage     | Coupe de France |            |
| 1963-1964 | RC Albigeois | Championnat de France | 1/4 finale  | Coupe de France | 1/8 finale |
| 1964-1965 | RC Albigeois | Championnat de France | 1/4 finale  | Coupe de France | 1/2 finale |
| 1965-1966 | RC Albigeois | Championnat de France | 1/2 finale  | Coupe de France | 1/8 finale |
| 1966-1967 | RC Albigeois | Championnat de France | 12e         | Coupe de France | 1/4 finale |
| 1967-1968 | RC Albigeois | Championnat de France | Barrages    | Coupe de France | 1/8 finale |
| 1968-1969 | RC Albigeois | Championnat de France | Barrages    | Coupe de France | 1/8 finale |
| 1969-1970 | RC Albigeois | Championnat de France | 1/4 finale  | Coupe de France | 1/8 finale |
| 1970-1971 | RC Albigeois | Championnat de France | 12e         | Coupe de France | 1/8 finale |